# Дерейк, Тимоти
Тимоти Дерейк (нидерл. Timothy Derijck; 25 мая 1987, Лидекерке, Бельгия) — бельгийский футболист, защитник.

## Карьера

### Ранняя карьера
Дерейк — выпускник футбольной академии «Андерлехта», но ушёл в «Фейеноорд», не проведя за «пурпурно-белых» ни одного матча. Он играл за бельгийский «Дендер» и нидерландскую НАК Бреда на правах аренды. В этих клубах он заявил о себе, как о перспективном защитнике.

### ПСВ
15 августа 2011 года ПСВ объявил о подписании контракта с Дерейком. Он получил 18 номер. 21 августа 2011 года Тимоти дебютировал в составе нового клуба в матче против своей бывшей команды — АДО Ден Хааг. В июле 2013 года был отдан в аренду «Утрехту».

### Международная карьера
5 сентября 2011 года Дерейк получил первый вызов во взрослую сборную Бельгии, на матч против США. Он был призван заменить травмированного Яна Вертонгена, но так и не появился на поле. Матч окончился со счетом 1:1.